# 박석채
박석채(1957년 8월 26일 ~)는 MBC 청룡에서 뛰었던 전 야구 선수다. 숭의실업고등학교를 졸업했다.

## 기록
- 1982년: 12경기 35.2이닝 2승 1패 6.06
- 1983년: 5경기 11이닝 2.45

## 같이 보기
- MBC 청룡 연도별 선수 명단